# Disney Tsum Tsum Festival
Disney Tsum Tsum Festival est un jeu vidéo de type party game développé par BB Studio et Hyde, et publié par Bandai Namco Entertainment en 2019 sur Nintendo Switch. Il s'agit du premier jeu sur console basé sur la gamme de jouets Disney Tsum Tsum. Il est sorti au Japon le 10 octobre 2019 et dans le reste du monde le 8 novembre 2019.

## Gameplay
Disney Tsum Tsum Festival présente divers personnages provenant des univers produits par Disney et Pixar rendus sous forme de Tsum Tsum, ainsi que la mascotte de Bandai Namco, Pac-Man,. Le jeu permet aux joueurs de jouer à une variété de mini-jeux en mode solo, multijoueur coopératif et multijoueur compétitif, avec jusqu'à quatre joueurs jouant en ligne ou sur la même console. Les mini-jeux incluent entre autres le Curling Tsum et le Hockey éclate-bulles. Le jeu propose également une version du jeu mobile original Disney Tsum Tsum développé à l'origine par Line Corporation, utilisant l'écran tactile de la Nintendo Switch tenu en mode portrait. Le jeu de réflexion propose également un mode multijoueur local ou en ligne à deux joueurs.
Un total de dix mini-jeux sont disponibles, octroyés de divers modes de jeu :
- Glaces en équilibre
- Ronde effrénée
- Hockey éclate-bulles
- Bataille de tourniquets
- Danse déjantée
- Canon à Tsums
- Poursuite Tsum
- Curling Tsum
- Chariot du péril
- Remue-méninges

Tandis que le Remue-méninges réplique le gameplay des jeux mobiles Disney Tsum Tsum et Marvel Tsum Tsum, les neufs autres mini-jeux s'inspirent de multiples genres vidéoludiques, à l'instar de la Poursuite Tsum, qui reprend les codes de Pac-Man. Un onzième mini-jeu, le Trésor perdu, s'apparente à un pousse pièces où il est possible d'obtenir des pièces ainsi que des personnages. Ces derniers sont également accessibles via le Ballon à Cadeaux, au prix de 10 000 pièces. Au lancement du jeu, trente personnages sont jouables.

## Développement et commercialisation
Disney Tsum Tsum Festival a été annoncé en février 2019, lors d'une présentation Nintendo Direct. Le jeu est sorti au Japon le 10 octobre, avec une version en édition limitée d'une Nintendo Switch avec station d'accueil et Joy-Con sur le thème des Tsum Tsum, le jeu Disney Tsum Tsum Festival ainsi qu'un code permettant d'accéder à un contenu téléchargeable présentant des versions alternatives « festives » des Tsums de Mickey, Minnie, Stitch et Winnie,,.
Proposant dans un premier temps un total de cent personnages Disney et Pixar jouables lors de sa sortie initiale au Japon, le scan d'un code QR apposé sur les Disney Store japonais permet de débloquer les personnages de Whip et Puffy, issu de l'univers d'UniBEARsity (ja). De plus, un téléchargement gratuit dès la sortie du jeu donne accès à PAC-MAN, personnage appartenant à l'éditeur du jeu, Bandai Namco. Enfin, Tsum Tsum Festival se voit doter d'une mise à jour gratuite le 22 novembre 2019 à l'occasion de la sortie du film La Reine des neiges 2, offrant la possibilité de jouer les personnages d'Elsa, Anna et Olaf tels qu'ils apparaissent dans le long-métrage. Cette mise à jour devient disponible dans le monde entier à partir du 2 décembre 2019. Le 18 novembre 2020, un cent-onzième Tsum, une variante de Minnie, est ajoutée dans Tsum Tsum Festival, tandis que tous les anciens personnages issus de contenus additionnels deviennent accessibles automatiquement au lancement du jeu.

## Accueil

### Réception
Disney Tsum Tsum Festival a reçu un accueil partagé de la part des critiques, avec une note globale de 63 % sur Metacritic sur la base de quatorze critiques.

### Ventes
Disney Tsum Tsum Festival s'est vendue à plus de 30 000 exemplaires lors de sa première semaine de commercialisation au Japon, devancant Dragon Quest XI S : Les Combattants de la destinée - Édition Ultime, qui occupait alors la première place.